# Argostemma perplexum
Argostemma perplexum är en måreväxtart som beskrevs av Elmer Drew Merrill och Lily May Perry. Argostemma perplexum ingår i släktet Argostemma och familjen måreväxter. Inga underarter finns listade i Catalogue of Life.